# ノイン (企業)
ノイン株式会社（英: NOIN.Inc）は、東京都渋谷区に本社を置く日本のインターネット企業。

## 概要
化粧品ECプラットフォーム「NOIN」のサービスを運営している。

## 沿革
- 2016年11月
  - 渡部賢がノイン株式会社を創業。[1]
- 2017年2月
  - 分散型コスメメディアサービス「noin.tv」をスタート[2]

- 2017年10月
  - コマースメディアとしてiOSアプリ「コスメを買うならNOIN」をリリース[2]
- 2018年3月
  - グリーベンチャーズ、500 Startups Japan、KLab Venture Partners、みずほキャピタルおよび個人投資家を引受先とした第三者割当増資を実施。約3億円を調達[2]

- 2019年7月
  - ベンチャーキャピタル（VC）のDGインキュベーションやSTRIVE、500スタートアップスジャパン、みずほキャピタルなどから約8億円を調達[3]
  - サービス開始から1年で累計流通額8億円突破[4]
- 2019年8月
  - NOIN WEB版がリリース
- 2020年4月
  - 伊藤忠商事、丸紅ベンチャーズを引受先とした第三者割当増資を実施（金額非公開）[5]
- 2021年1月
  - KDDIとの資本提携を発表[6]

## 主な運営サービス
- コスメECプラットフォーム「NOIN beuty」
- ボタニカルヘアケアブランド「ABUR」
- ファミリーマートのコスメブランド「sopo」
- ダメージケアに特化したシャンプー&トリートメント「yarden」